# Valveralla
Valveralla és una entitat de població del municipi de Ventalló a l'Alt Empordà, està situat a 3 km del nucli principal i té 77 habitants. Hi passa el rec del Molí i, a ponent la riera de Caudet o de Ventalló. Forma un nucli habitat compacte, de carrers estrets, del qual es destaca l'església parroquial de Sant Vicenç de Valveralla, de la qual fou agregada la de Sant Miquel de Ventalló, fins al 1606. L'antiga església de Sant Vicenç de Valveralla, documentada el segle xiii, era situada uns 200 m a ponent del poble, al cim d'un turonet anomenat el Pedró i, també l'Església Vella, on hi va haver fins a finals dels anys 1970, que va estar traslladada a la plaça de l'Església, un pedró amb una creu de ferro forjat. Avui aquest turonet és plantat d'oliveres i només hi destaca una paret que devia ser la tanca del cementiri.
A més de l'església de Sant Vicenç, a Valveralla destaca el casal gòtic Can Marisc i una casa amb portal adovellat al carrer de la Verge. A la rodalia hi ha un jaciment ibèric i un forn romà. Al paratge de l'Arbre Sec, en una cruïlla de la carretera de l'Armentera amb la de Figueres amb La Bisbal, hi ha un veïnat format a finals dels anys 1970, vora un antic hostal i el Molí de l'Arbre Sec, vora el Fluvià, notable molí fariner, ara és un establiment turístic.
Prop d'aquest poble hi ha les anomenades Basses de Ventalló, una antiga explotació d'àrids on van trencar la capa freàtica vora el Fluvià i es van formar unes basses on hi ha un centre d'esports d'aventura aquàtica.